# Raymond Augustine Kearney
Raymond Augustine Kearney (* 25. September 1902 in Jersey City, New Jersey, USA; † 1. Oktober 1956) war Weihbischof in Brooklyn.

## Leben
Raymond Augustine Kearney empfing am 12. März 1927 das Sakrament der Priesterweihe.
Am 22. Dezember 1934 ernannte ihn Papst Pius XI. zum Titularbischof von Lysinia und bestellte ihn zum Weihbischof in Brooklyn. Der Bischof von Brooklyn, Thomas Edmund Molloy, spendete ihm am 25. Februar 1935 die Bischofsweihe; Mitkonsekratoren waren der Weihbischof in New York, Stephen Joseph Donahue, und der Bischof von Trenton, Moses Elias Kiley.